# Vol'ha Havarcova
Vol'ha Alekseeŭna Havarcova, accreditata come Olga Govortsova dalla WTA (in bielorusso Вольга Аляксееўна Гаварцова?; Pinsk, 23 agosto 1988), è una tennista bielorussa.
La sua posizione migliore nel ranking mondiale in singolare fu la 35ª nel 2008; in doppio è stata la numero 24 del mondo, posizione raggiunta nel 2011.

## Carriera
Nel 2007 la Havarcova sale dalla 334ª posizione fino alla 48ª, raggiungendo i quarti di finale al Bank of the West Classic (Stanford) e la semifinale a Tashkent. Nel 2008 viene sconfitta nella finale di Memphis da Lindsay Davenport. Nel doppio vince il torneo di Istanbul con Jill Craybas e raggiunge la finale di Charleston con Edina Gallovits.
Nel 2009 arriva in finale nel torneo di Mosca, ma perde contro l'italiana Francesca Schiavone. In doppio, insieme a Tat'jana Puček, ha vinto i tornei di Canton e Tashkent. Nel 2010 per la terza finale in carriera a Ponte Vedra dove viene sconfitta da Caroline Wozniacki. Nel doppio vince a Pechino insieme a Chuang Chia-jung. Nel 2011 raggiunge quattro finali nel doppio. Insieme ad Alla Kudrjavceva vince i tornei di Memphis e Birmingham, mentre perde quella di Washington. Invece, in coppia con Chuang Chia-jung, vince a New Haven.
Nel 2012 raggiunge, insieme a Vera Duševina, la finale del torneo di Memphis. Al torneo di Strasburgo, insieme a Klaudia Jans-Ignacik, vince il suo ottavo titolo della carriera. Nel 2013 ritorna a disputare una finale in singolare dopo più di tre anni a Tashkent dove viene sconfitta dopo una maratona di quasi tre ore da Bojana Jovanovski per 4-6 7-5 7-6. In doppio arriva anche qui nell'atto conclusivo a Tashkent, ma lei e Mandy Minella vengono battute da Tímea Babos e Jaroslava Švedova. Perde complessivamente la quarta finale sia in singolare e la quinta in doppio.
Il suo miglior risultato slam della carriera arriva nel torneo di Wimbledon 2015 dove per la prima volta in carriera arriva ad un quarto turno, sconfiggendo Ana Konjuh con un doppio 6-2, Alizé Cornet in tre set e Magdaléna Rybáriková per 7–6(4) 6-3 prima di essere eliminata agli ottavi da Madison Keys, strappandole comunque il primo set.

## Statistiche WTA

### Singolare

#### Sconfitte (4)
| Legenda              | Legenda               | Legenda      |
| -------------------- | --------------------- | ------------ |
| Grande Slam (0)      |                       |              |
| Argenti Olimpici (0) |                       |              |
| WTA Finals (0)       |                       |              |
| WTA Elite Trophy (0) |                       |              |
| Prima del 2009       | Dal 2009 al 2020      | Dal 2021     |
| Tier I (0)           | Premier Mandatory (0) | WTA 1000 (0) |
| Tier II (0)          | Premier 5 (0)         | WTA 1000 (0) |
| Tier III (1)         | Premier (1)           | WTA 500 (0)  |
| Tier IV (0)          | International (2)     | WTA 250 (0)  |
| Tier V (0)           | International (2)     | WTA 250 (0)  |

| N. | Data              | Torneo                                     | Superficie  | Avversaria in finale | Punteggio        |
| 1. | 1º marzo 2008     | Cellular South Cup, Memphis                | Cemento (i) | Lindsay Davenport    | 2-6, 1-6         |
| 2. | 25 ottobre 2009   | Kremlin Cup, Mosca                         | Cemento (i) | Francesca Schiavone  | 3-6, 0-6         |
| 3. | 11 aprile 2010    | MPS Group Championships, Ponte Vedra Beach | Terra verde | Caroline Wozniacki   | 2-6, 5-7         |
| 4. | 14 settembre 2013 | Tashkent Open, Tashkent                    | Cemento     | Bojana Jovanovski    | 6-4, 5-7, 6(3)-7 |

### Doppio

#### Vittorie (8)
| Legenda              | Legenda               | Legenda      |
| -------------------- | --------------------- | ------------ |
| Grande Slam (0)      |                       |              |
| Ori Olimpici (0)     |                       |              |
| WTA Finals (0)       |                       |              |
| WTA Elite Trophy (0) |                       |              |
| Prima del 2009       | Dal 2009 al 2020      | Dal 2021     |
| Tier I (0)           | Premier Mandatory (1) | WTA 1000 (0) |
| Tier II (0)          | Premier 5 (0)         | WTA 1000 (0) |
| Tier III (1)         | Premier (1)           | WTA 500 (0)  |
| Tier IV (0)          | International (5)     | WTA 250 (0)  |
| Tier V (0)           | International (5)     | WTA 250 (0)  |

| N. | Data              | Torneo                                       | Superficie  | Compagna             | Avversarie in finale                    | Punteggio           |
| 1. | 19 maggio 2008    | Istanbul Cup, Istanbul                       | Terra rossa | Jill Craybas         | Marina Eraković Polona Hercog           | 6-1, 6-2            |
| 2. | 20 settembre 2009 | Guangzhou International Women's Open, Canton | Cemento     | Tat'jana Puček       | Kimiko Date Krumm Sun Tiantian          | 3-6, 6-2, [10-8]    |
| 3. | 26 settembre 2009 | Tashkent Open, Tashkent                      | Cemento     | Tat'jana Puček       | Vitalija D'jačenko Kacjaryna Dzehalevič | 6-2, 6(1)-7, [10-8] |
| 4. | 9 ottobre 2010    | China Open, Pechino                          | Cemento     | Chuang Chia-jung     | Gisela Dulko Flavia Pennetta            | 7-6(2), 1-6, [10-7] |
| 5. | 19 febbraio 2011  | Cellular South Cup, Memphis                  | Cemento (i) | Alla Kudrjavceva     | Andrea Hlaváčková Lucie Hradecká        | 6-3, 4-6, [10-8]    |
| 6. | 12 giugno 2011    | AEGON Classic, Birmingham                    | Erba        | Alla Kudrjavceva     | Sara Errani Roberta Vinci               | 1-6, 6-1, [10-5]    |
| 7. | 27 agosto 2011    | Pilot Pen Tennis, New Haven                  | Cemento     | Chuang Chia-jung     | Sara Errani Roberta Vinci               | 7-5, 6-2            |
| 8. | 26 maggio 2012    | Internationaux de Strasbourg, Strasburgo     | Terra rossa | Klaudia Jans-Ignacik | Natalie Grandin Vladimíra Uhlířová      | 6(4)-7, 6-3, [10-3] |

#### Sconfitte (6)
| Legenda              | Legenda               | Legenda      |
| -------------------- | --------------------- | ------------ |
| Grande Slam (0)      |                       |              |
| Argenti Olimpici (0) |                       |              |
| WTA Finals (0)       |                       |              |
| WTA Elite Trophy (0) |                       |              |
| Prima del 2009       | Dal 2009 al 2020      | Dal 2021     |
| Tier I (1)           | Premier Mandatory (0) | WTA 1000 (0) |
| Tier II (0)          | Premier 5 (0)         | WTA 1000 (0) |
| Tier III (0)         | Premier (0)           | WTA 500 (0)  |
| Tier IV (0)          | International (5)     | WTA 250 (0)  |
| Tier V (0)           | International (5)     | WTA 250 (0)  |

| N. | Data              | Torneo                                       | Superficie  | Compagna         | Avversarie in finale             | Punteggio           |
| 1. | 14 aprile 2008    | Family Circle Cup, Charleston                | Terra verde | Edina Gallovits  | Katarina Srebotnik Ai Sugiyama   | 2-6, 2-6            |
| 2. | 31 luglio 2011    | Citi Open, Washington                        | Cemento     | Alla Kudrjavceva | Sania Mirza Jaroslava Švedova    | 3-6, 3-6            |
| 3. | 25 febbraio 2012  | Cellular South Cup, Memphis                  | Cemento (i) | Vera Duševina    | Andrea Hlaváčková Lucie Hradecká | 3-6, 4-6            |
| 4. | 14 settembre 2013 | Tashkent Open, Tashkent                      | Cemento     | Mandy Minella    | Tímea Babos Jaroslava Švedova    | 3-6, 3-6            |
| 5. | 6 aprile 2014     | Monterrey Open, Monterrey                    | Cemento     | Tímea Babos      | Darija Jurak Megan Moulton-Levy  | 6(5)-7, 6-3, [9-11] |
| 6. | 24 settembre 2016 | Guangzhou International Women's Open, Canton | Cemento     | Vera Lapko       | Asia Muhammad Peng Shuai         | 2-6, 6(3)-7         |

## Circuito WTA 125

### Singolare

#### Sconfitte (1)
| N. | Data           | Torneo               | Superficie  | Avversaria in finale | Punteggio |
| 1. | 10 luglio 2021 | Swedish Open, Båstad | Terra rossa | Nuria Párrizas Díaz  | 2-6, 2-6  |

### Doppio

#### Vittorie (1)
| N. | Data           | Torneo                         | Superficie  | Compagna         | Avversarie in finale          | Punteggio |
| 1. | 31 luglio 2021 | Belgrade Ladies Open, Belgrado | Terra rossa | Lidzija Marozava | Alëna Fomina Ekaterina Jašina | 6-2, 6-2  |

#### Sconfitte (1)
| N. | Data            | Torneo                         | Superficie    | Compagna       | Avversarie in finale               | Punteggio        |
| 1. | 4 novembre 2012 | OEC Taipei Ladies Open, Taipei | Sintetico (i) | Chang Kai-chen | Chan Hao-ching Kristina Mladenovic | 7-5, 2-6, [8-10] |

## Statistiche ITF

### Singolare

#### Vittorie (9)
| Torneo $100.000 (2) |
| Torneo $80.000 (1)  |
| Torneo $75.000 (0)  |
| Torneo $60.000 (0)  |
| Torneo $50.000 (2)  |
| Torneo $25.000 (4)  |
| Torneo $15.000 (0)  |
| Torneo $10.000 (0)  |

| N. | Data              | Torneo                                                   | Superficie    | Avversaria in finale    | Punteggio           |
| 1. | 11 marzo 2007     | Pavlov Cup, Minsk                                        | Sintetico (i) | Eva Hrdinová            | 6(5)-7, 6-2, 6-3    |
| 2. | 10 aprile 2007    | St. Dominic USTA Pro Circuit $25,000 Challenger, Jackson | Terra verde   | Melissa Torres Sandoval | 6–1, 6-1            |
| 3. | 12 febbraio 2012  | Dow Corning Tennis Classic, Midland                      | Cemento (i)   | Magdaléna Rybáriková    | 6-3, 6(6)-7, 7-6(5) |
| 4. | 22 febbraio 2015  | ITF Women's Circuit Thurgau, Kreuzlingen                 | Sintetico (i) | Rebecca Šramková        | 6-2, 6-1            |
| 5. | 21 marzo 2015     | Internacionales de Andalucìa Femeninos, Siviglia         | Terra rossa   | Maryna Zanevs'ka        | 7-5, 6-2            |
| 6. | 18 settembre 2016 | Zhuhai Open, Zhuhai                                      | Cemento       | İpek Soylu              | 6-1, 6-2            |
| 7. | 16 aprile 2017    | Audi Melbourne Pro Tennis Classic, Indian Harbour Beach  | Terra verde   | Amanda Anisimova        | 6-3, 4-6, 6-3       |
| 8. | 30 giugno 2019    | Darmstadt Tennis International, Darmstadt                | Terra rossa   | Clara Tauson            | 6-1, 7-6(3)         |
| 9. | 16 febbraio 2020  | Kentucky Open, Nicholasville                             | Cemento (i)   | Claire Liu              | 6-4, 6-4            |

#### Sconfitte (7)
| Torneo $100.000 (0) |
| Torneo $80.000 (0)  |
| Torneo $75.000 (1)  |
| Torneo $60.000 (0)  |
| Torneo $50.000 (3)  |
| Torneo $25.000 (1)  |
| Torneo $15.000 (0)  |
| Torneo $10.000 (2)  |

| N. | Data             | Torneo                                                                                                 | Superficie  | Avversaria in finale  | Punteggio        |
| 1. | 16 novembre 2003 | Israel Womens Circuit, Ramat HaSharon                                                                  | Cemento     | Shahar Peer           | 1–6, 0–6         |
| 2. | 30 novembre 2003 | Marjorie Sherman Circuit, Haifa                                                                        | Cemento     | Shahar Peer           | 1–6, 7–6(4), 3–6 |
| 3. | 18 febbraio 2007 | American Family Mortgage, Saint Paul                                                                   | Cemento (i) | Sofia Arvidsson       | 6–2, 1–6, 4–6    |
| 4. | 13 maggio 2007   | Mima Foundation USTA Pro Tennis Classic, Indian Harbour Beach                                          | Terra verde | Bethanie Mattek-Sands | 5-7, 6-1, 1-6    |
| 5. | 5 giugno 2011    | AEGON Trophy, Nottingham                                                                               | Erba        | Eléni Daniilídou      | 6–1, 4–6, 2–6    |
| 6. | 7 agosto 2016    | Challenger Banque Nationale de Granby, Granby                                                          | Cemento     | Jennifer Brady        | 5-7, 2-6         |
| 7. | 7 luglio 2019    | Internationaler Württembergische Damen-Tennis-Meisterschaften um den Stuttgarter Stadtpokal, Stoccarda | Terra rossa | Georgia Crăciun       | 2–6, 3–6         |

### Doppio

#### Vittorie (3)
| Torneo $100.000 (1) |
| Torneo $80.000 (0)  |
| Torneo $75.000 (0)  |
| Torneo $60.000 (1)  |
| Torneo $50.000 (0)  |
| Torneo $25.000 (0)  |
| Torneo $15.000 (0)  |
| Torneo $10.000 (1)  |

| N. | Data             | Torneo                                | Superficie  | Compagna           | Avversarie in finale            | Punteggio |
| 1. | 15 novembre 2003 | Israel Womens Circuit, Ramat HaSharon | Cemento     | Viktoryja Azaranka | Natalie Neri Danielle Steinberg | 6-0, 6-3  |
| 2. | 2 febbraio 2019  | Dow Corning Tennis Classic, Midland   | Cemento (i) | Valerija Savinych  | Cori Gauff Ann Li               | 6-4, 6-0  |
| 3. | 9 novembre 2019  | Lexus of Las Vegas Open, Las Vegas    | Cemento     | Mandy Minella      | Sophie Chang Alexandra Mueller  | 6-3, 6-4  |

#### Sconfitte (6)
| Torneo $100.000 (1) |
| Torneo $80.000 (0)  |
| Torneo $75.000 (0)  |
| Torneo $60.000 (1)  |
| Torneo $50.000 (1)  |
| Torneo $25.000 (1)  |
| Torneo $15.000 (0)  |
| Torneo $10.000 (2)  |

| N. | Data            | Torneo                                                   | Superficie    | Compagna           | Avversarie in finale             | Punteggio        |
| 1. | 18 aprile 2004  | Bluesun Bol Ladies Open, Bol                             | Terra rossa   | Viktoryja Azaranka | Anna Bastrikova Alla Kudrjavceva | 4–6, 1–6         |
| 2. | 10 aprile 2005  | Minsk Open, Minsk                                        | Sintetico (i) | Kateryna Polunina  | Aleksandra Panova Ol'ga Panova   | 5–7, 3–6         |
| 3. | 6 luglio 2016   | Challenger Banque Nationale de Granby, Granby            | Cemento       | Julia Glushko      | Jamie Loeb An-Sophie Mestach     | 4-6, 4-6         |
| 4. | 26 gennaio 2019 | Plantation Pathway Women's, Plantation                   | Terra verde   | Jada Robinson      | Hsieh Yu-chieh Lee Pei-chi       | 1–6, 4–6         |
| 5. | 30 gennaio 2021 | Georgia's Rome Tennis Open, Rome                         | Cemento       | Jovana Jović       | Emina Bektas Tara Moore          | 7-5, 2-6, [8-10] |
| 6. | 8 maggio 2022   | FineMark Women's Pro Tennis Championship, Bonita Springs | Terra verde   | Katarzyna Kawa     | Tímea Babos Nao Hibino           | 4-6, 6-3, [7-10] |

## Grand Slam Junior

### Doppio

#### Vittorie (1)
| Tornei del Grande Slam  |
| ----------------------- |
| Australian Open (0)     |
| Open di Francia (0)     |
| Torneo di Wimbledon (1) |
| US Open (0)             |

| N. | Data          | Torneo                      | Superficie | Compagna           | Avversarie in finale             | Punteggio     |
| 1. | 5 luglio 2004 | Torneo di Wimbledon, Londra | Erba       | Viktoryja Azaranka | Marina Eraković Monica Niculescu | 6-4, 3-6, 6-4 |

## Risultati in progressione
| Sigla | Risultato               |
| ----- | ----------------------- |
| V     | Vincitore               |
| F     | Finalista               |
| SF    | Semifinalista           |
| O     | Oro olimpico            |
| A     | Argento olimpico        |
| SF    | Bronzo olimpico         |
| QF    | Quarti di Finale        |
| 4T    | Quarto turno            |
| 3T    | Terzo turno             |
| 2T    | Secondo turno           |
| 1T    | Primo turno             |
| RR    | Round Robin             |
| LQ    | Turno di qualificazione |
| A     | Assente                 |
| ND    | Non disputato           |

| Legenda superfici    |
| -------------------- |
| Cemento              |
| Terra battuta        |
| Erba                 |
| Superficie variabile |

### Singolare
| Tornei del Grande Slam |               |               |               |               |               |     |     |     |     |       |
| Australian Open        | A             | 1T            | 1T            | 1T            | 1T            | 2T  | 2T  | 2T  | LQ  | 3–7   |
| Open di Francia        | A             | 3T            | 3T            | 2T            | 2T            | 2T  | 1T  | 1T  |     | 7–7   |
| Wimbledon              | 2T            | 1T            | 2T            | 1T            | 1T            | 2T  | 1T  | 1T  |     | 3–8   |
| US Open                | 2T            | 2T            | 1T            | 1T            | 1T            | 3T  | 1T  | 1T  |     | 4–8   |
| Vittorie-Sconfitte     | 2–2           | 3–4           | 3–4           | 1–4           | 1–4           | 5–4 | 1–4 | 1–4 | 0-0 | 17–29 |
| Giochi Olimpici        |               |               |               |               |               |     |     |     |     |       |
| Giochi olimpici estivi | ND            | 1T            | Non disputato | Non disputato | Non disputato | A   | ND  |     |     | 0–1   |
| Tornei di fine anno    |               |               |               |               |               |     |     |     |     |       |
| WTA Tour Championships | A             | A             | A             | A             | A             | A   | A   |     |     | 0–0   |
| WTA Premier Mandatory  |               |               |               |               |               |     |     |     |     |       |
| Indian Wells           | A             | A             | 2T            | 2T            | 1T            | 1T  | 2T  | LQ  | A   | 3–5   |
| Miami                  | A             | 1T            | 1T            | 1T            | 1T            | Q1  | 2T  | 2T  | A   | 2–6   |
| Madrid                 | Non disputato | Non disputato | LQ            | 2T            | A             | A   | LQ  | LQ  |     | 1–3   |
| Pechino                | 1T            | LQ            | 1T            | 2T            | LQ            | 1T  | A   | LQ  |     | 1–3   |
| WTA Premier 5          |               |               |               |               |               |     |     |     |     |       |
| Dubai                  | Not TierI     | Not TierI     | 1T            | 3T            | A             | NP5 | LQ  | A   | A   | 2–2   |
| Roma                   | A             | 2T            | A             | 1T            | LQ            | 1T  | LQ  | A   |     | 1–3   |
| Cincinnati             | QF            | A             | 2T            | 2T            | LQ            | LQ  | LQ  | A   |     | 4–3   |
| Montréal / Toronto     | A             | A             | A             | 1T            | LQ            | A   | LQ  | A   |     | 0–1   |
| Tokyo                  | A             | A             | A             | 2T            | A             | A   | A   | A   |     | 1–1   |
| Ranking di fine anno   | 49            | 49            | 52            | 74            | 114           | 57  | 95  | 145 |     |       |

### Vittorie contro giocatrici top-10
| Stagione | 2012 | Totale |
| Vittorie | 1    | 1      |

| #    | Giocatrici          | Rank | Evento                            | Superficie | Turno | Punteggio     | Rank. OGR |
| ---- | ------------------- | ---- | --------------------------------- | ---------- | ----- | ------------- | --------- |
| 2012 |                     |      |                                   |            |       |               |           |
| 1.   | Agnieszka Radwańska | 2    | New Haven Open at Yale, New Haven | Cemento    | 2T    | 6–0, 2-1 rit. | 82        |